# Chuyến bay 474 của Vietnam Airlines
Chuyến bay 474 của Vietnam Airlines rơi trên đường tới sân bay Nha Trang ngày 14 tháng 11 năm 1992 trong cơn bão Forrest. Máy bay thuộc loại Yakovlev Yak-40 đăng ký mã số VN-A449. Một hành khách sống sót, 24 hành khách khác và 6 thành viên phi hành đoàn đã thiệt mạng.

## Tai nạn
Máy bay đang thực hiện một tuyến bay nội địa từ sân bay Tân Sơn Nhất tới sân bay Nha Trang. Khi đến gần sân bay Nha Trang máy bay bay xuống thấp dưới độ cao an toàn và đâm vào cây trên một sườn núi, sau đó rơi xuống và bị phá hủy.

## Cứu hộ
Cứu hộ phải mất tám ngày để tìm thấy những mảnh vỡ của chiếc máy bay, nhưng một hành khách, Annette Herfkens, một phụ nữ người Hà Lan, đã sống sót.
Ngày 22 tháng 11 năm 1992 một máy bay trực thăng Mil Mi-8 của Việt Nam bay từ Hà Nội chở nhân viên cứu hộ cho máy bay VN474, nhưng nó đã bị rơi gần núi Ô Kha. Tất cả bảy người trên máy bay thiệt mạng.
Gần một năm sau khi tai nạn xảy ra, gia đình các nạn nhân ở Anh đã yêu cầu một cuộc điều tra sau khi nhận được thông tin rằng các thi thể những người tử nạn bị trả lại nhầm địa chỉ.
Mã hiệu chuyến bay ngày nay vẫn được sử dụng, nhưng chuyến bay hiện nay khởi hành từ Sân bay quốc tế Cam Ranh đến Sân bay quốc tế Đào Tiên Thẩm Dương, Trung Quốc.

## Hành khách
| Quốc tịch | Hành khách (người sống sót) | Phi hành đoàn (người sống sót) | Tổng cộng |
| --------- | --------------------------- | ------------------------------ | --------- |
| Việt Nam  | 17 (0)                      | 6 (0)                          | 23        |
| Đài Loan  | 3 (0)                       |                                | 3         |
| Hà Lan    | 2 (1)                       |                                | 2         |
| Thụy Điển | 1 (0)                       |                                | 1         |
| Anh Quốc  | 1 (0)                       |                                | 1         |
| Pháp      | 1 (0)                       |                                | 1         |
| Tổng cộng | 25 (1)                      | 6 (0)                          | 31        |